# Aïn Boudinar
Aïn Boudinar (în arabă عين بودينار) este o comună din provincia Mostaganem, Algeria.
Populația comunei este de 6.060 de locuitori (2008).